# Hoa hậu Hoàn vũ 2010
Hoa hậu Hoàn vũ 2010 là cuộc thi Hoa hậu Hoàn vũ lần thứ 59, được tổ chức vào ngày 23 tháng 8 năm 2010 tại Trung tâm Sự kiện Vịnh Mandalay, Las Vegas, Hoa Kỳ. Stefanía Fernández đến từ Venezuela, người chiến thắng cuộc thi Hoa hậu Hoàn vũ 2009 đã trao vương miện cho người kế nhiệm là Ximena Navarrete đến từ Mexico. Cô đã xuất sắc vượt qua 82 thí sinh khác để đội lên đầu chiếc vương miện quý giá.

## Kết quả

### Thứ hạng

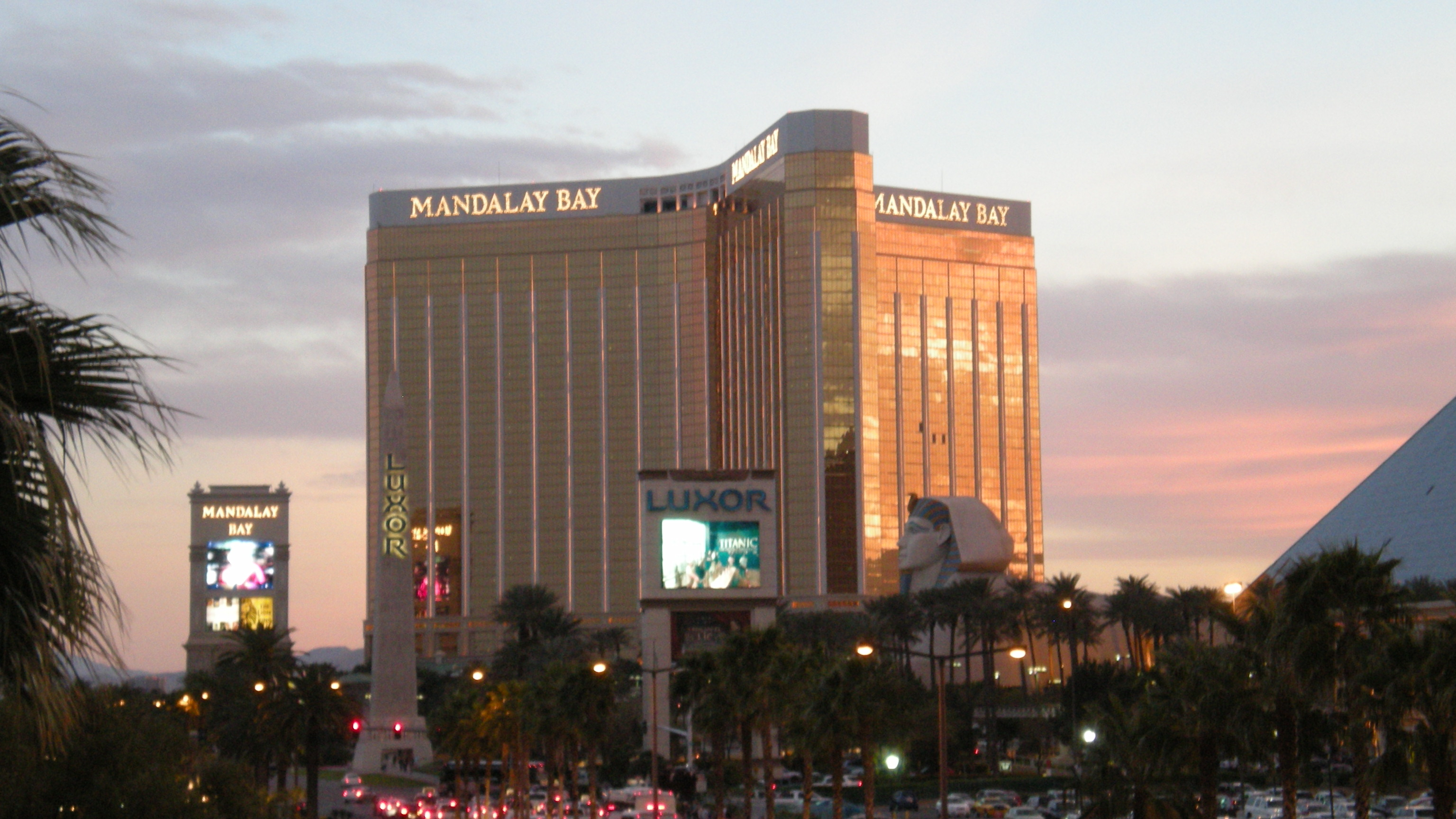
Khách sạn Mandalay Bay, địa điểm chính thức diễn ra cuộc thi Hoa hậu Hoàn vũ 2010.

Các quốc gia và vùng lãnh thổ tham gia Hoa hậu Hoàn vũ 2010.

| Kết quả              | Thí sinh |
| -------------------- | --- |
| Hoa hậu Hoàn vũ 2010 | - Mexico – Ximena Navarrete |
| Á hậu 1              | - Jamaica – Yendi Phillipps |
| Á hậu 2              | - Úc – Jesinta Campbell |
| Á hậu 3              | - Ukraine – Anna Poslavska |
| Á hậu 4              | - Philippines – Venus Raj |
| Top 10               | - Albania – Angela Martini - Guatemala – Jessica Scheel - Ireland – Rozanna Purcell - Puerto Rico – Mariana Vicente - Nam Phi – Nicole Flint |
| Top 15               | - Bỉ – Cilou Annys - Colombia – Natalia Navarro - Cộng hòa Séc – Jitka Válková - Pháp – Malika Ménard - Nga – Irina Antonenko                |

### Điểm số chung cuộc
| Quốc gia/Lãnh thổ | Áo tắm     | Dạ hội     |
| ----------------- | ---------- | ---------- |
| Mexico            | 9.265 (2)  | 8.913 (1)  |
| Jamaica           | 9.426 (1)  | 8.884 (2)  |
| Úc                | 8.543 (5)  | 8.841 (3)  |
| Ukraine           | 8.333 (7)  | 8.743 (4)  |
| Philippines       | 8.957 (3)  | 8.714 (5)  |
| Albania           | 8.229 (8)  | 8.693 (6)  |
| Ireland           | 8.784 (4)  | 8.548 (7)  |
| Nam Phi           | 8.229 (8)  | 8.420 (8)  |
| Guatemala         | 8.071 (10) | 8.286 (9)  |
| Puerto Rico       | 8.443 (6)  | 7.971 (10) |
| Nga               | 7.843 (11) |            |
| Colombia          | 7.643 (12) |            |
| Pháp              | 7.576 (13) |            |
| Bỉ                | 7.571 (14) |            |
| Cộng hòa Séc      | 7.429 (15) |            |

| Hoa hậu hoàn vũ Á hậu 1 Á hậu 2 Á hậu 3 Á hậu 4 | Top 10 Top 15 (#) Xếp hạng trong mỗi vòng thi |  |

### Thứ tự gọi tên
| 1. Puerto Rico 2. Ukraine 3. Mexico 4. Bỉ 5. Ireland 6. Nam Phi 7. Pháp 8. Úc 9. Jamaica 10. Nga 11. Albania 12. Colombia 13. Guatemala 14. Cộng hòa Séc 15. Philippines | 1. Ireland 2. Albania 3. Philippines 4. Jamaica 5. Mexico 6. Ukraine 7. Puerto Rico 8. Nam Phi 9. Guatemala 10. Úc | 1. Mexico 2. Úc 3. Jamaica 4. Ukraine 5. Philippines |

### Các giải thưởng đặc biệt
| Giải thưởng                 | Thí sinh                            |
| --------------------------- | ----------------------------------- |
| Hoa hậu Thân thiện          | - Úc – Jesinta Campbell             |
| Hoa hậu Ảnh                 | - Thái Lan – Fonthip Watcharatrakul |
| Trang phục dân tộc đẹp nhất | - Thái Lan – Fonthip Watcharatrakul |

### Trình diễn áo tắm đẹp nhất
| Kết quả     | Thí sinh |
| ----------- | --- |
| Chiến thắng | - Jamaica – Yendi Phillipps |
| Top 5       | - Mexico – Ximena Navarrete - Philippines – Venus Raj - Ireland – Rozanna Purcell - Úc – Jesinta Campbell                                   |
| Top 10      | - Ukraine – Anna Poslavska - Albania – Angela Martini - Guatemala – Jessica Scheel - Puerto Rico – Mariana Vicente - Nam Phi – Nicole Flint |

### Trang phục dạ hội đẹp nhất
| Kết quả     | Thí sinh |
| ----------- | --- |
| Chiến thắng | - Mexico – Ximena Navarrete |
| Top 5       | - Jamaica – Yendi Phillipps - Úc – Jesinta Campbell - Philippines – Venus Raj - Ukraine – Anna Poslavska                                     |
| Top 10      | - Ireland – Rozanna Purcell - Albania – Angela Martini - Guatemala – Jessica Scheel - Puerto Rico – Mariana Vicente - Nam Phi – Nicole Flint |

## Nhạc nền
- Phần mở đầu: "Commander" của Kelly Rowland, David Guetta
- Phần thi Áo tắm: "Viva Elvis" của Cirque du Soleil (hát trực tiếp)
- Phần thi Trang phục Dạ hội: "Save Room" của John Legend, The Roots (hát trực tiếp)

## Giám khảo

### Sơ khảo
- Basim Shami – Chủ tịch của Farouk Systems[2]
- BJ Coleman – Nhà báo[2]
- Carlos Bremer – Tổng Giám đốc của Value Grupo Financiero[2]
- Corinne Nicolas – Chủ tịch của Tập đoàn Quản lý Người mẫu Trump[2]
- Louis Burgdorf – Nhà sản xuất của Joe Scarborough & Mika Brzezinski[2]
- Natalie Rotman – Nhà phê bình[2]
- Sadoux Kim – Nhà sản xuất truyền hình[2]

### Chung kết
- Chazz Palminteri – Diễn viên và nhà văn[2]
- Chynna Phillips – Ca sĩ và diễn viên[2]
- Criss Angel – Ảo thuật gia[2]
- Evan Lysacek – Vận động viên trượt băng nghệ thuật[2]
- Jane Seymour – Diễn viên[2]
- Niki Taylor – Người mẫu[2]
- Sheila E. – Nhạc sĩ[2]
- Tamron Hall – Dẫn chương trình[2]
- William Baldwin – Diễn viên, nhà sản xuất, nhà văn[2]

## Thí sinh tham gia
| Quốc gia / Lãnh thổ   | Thí sinh               | Tuổi | Chiều cao           | Quê quán             |
| --------------------- | ---------------------- | ---- | ------------------- | -------------------- |
| Albania               | Angela Martini         | 24   | 1,78 m (5 ft 10 in) | Shkodër              |
| Angola                | Jurema Ferraz          | 25   | 1,75 m (5 ft 9 in)  | Namibe               |
| Argentina             | Yesica di Vincenzo     | 22   | 1,73 m (5 ft 8 in)  | Mar del Plata        |
| Aruba                 | Priscilla Lee          | 22   | 1,80 m (5 ft 11 in) | Oranjestad           |
| Úc                    | Jesinta Campbell       | 19   | 1,78 m (5 ft 10 in) | Gold Coast           |
| Bahamas               | Braneka Bassett        | 20   | 1,73 m (5 ft 8 in)  | Freeport             |
| Bỉ                    | Cilou Annys            | 19   | 1,75 m (5 ft 9 in)  | Bruges               |
| Bolivia               | Claudia Arce           | 19   | 1,73 m (5 ft 8 in)  | Sucre                |
| Botswana              | Tirelo Ramasedi        | 21   | 1,73 m (5 ft 8 in)  | Gaborone             |
| Brazil                | Débora Lyra            | 20   | 1,78 m (5 ft 10 in) | Vitória              |
| Quần đảo Virgin (Anh) | Josefina Nunez         | 22   | 1,75 m (5 ft 9 in)  | Road Town            |
| Canada                | Elena Semikina         | 26   | 1,85 m (6 ft 1 in)  | Toronto              |
| Trung Quốc            | Wen Tang               | 18   | 1,75 m (5 ft 9 in)  | Y Xuân               |
| Colombia              | Natalia Navarro        | 23   | 1,78 m (5 ft 10 in) | Barranquilla         |
| Costa Rica            | Marva Wright           | 25   | 1,75 m (5 ft 9 in)  | San José             |
| Croatia               | Lana Obad              | 21   | 1,73 m (5 ft 8 in)  | Zagreb               |
| Curaçao               | Safira de Wit          | 20   | 1,80 m (5 ft 11 in) | Willemstad           |
| Síp                   | Demetra Olympiou       | 22   | 1,73 m (5 ft 8 in)  | Larnaca              |
| Cộng hòa Séc          | Jitka Válková          | 18   | 1,68 m (5 ft 6 in)  | Třebíč               |
| Đan Mạch              | Ena Sandra Causevic    | 20   | 1,73 m (5 ft 8 in)  | Sønderborg           |
| Cộng hòa Dominica     | Eva Arias              | 25   | 1,83 m (6 ft 0 in)  | Moca                 |
| Ecuador               | Lady Mina              | 23   | 1,73 m (5 ft 8 in)  | Guayaquil            |
| Ai Cập                | Donia Hamed            | 22   | 1,80 m (5 ft 11 in) | Cairo                |
| El Salvador           | Sonia Cruz             | 20   | 1,70 m (5 ft 7 in)  | San Salvador         |
| Phần Lan              | Viivi Pumpanen         | 21   | 1,73 m (5 ft 8 in)  | Vantaa               |
| Pháp                  | Malika Ménard          | 22   | 1,75 m (5 ft 9 in)  | Caen                 |
| Georgia               | Nanuka Gogichaishvili  | 21   | 1,78 m (5 ft 10 in) | Tbilisi              |
| Đức                   | Kristiana Rohder       | 26   | 1,75 m (5 ft 9 in)  | Munich               |
| Ghana                 | Awurama Simpson        | 22   | 1,75 m (5 ft 9 in)  | Sekondi-Takoradi     |
| Anh Quốc              | Tara Hoyos-Martinez    | 20   | 1,73 m (5 ft 8 in)  | London               |
| Hy Lạp                | Anna Prelevic          | 20   | 1,80 m (5 ft 11 in) | Athens               |
| Guam                  | Vanessa Torres         | 24   | 1,70 m (5 ft 7 in)  | Dededo               |
| Guatemala             | Jessica Scheel         | 22   | 1,70 m (5 ft 7 in)  | Retalhuleu           |
| Guyana                | Tamika Henry           | 22   | 1,73 m (5 ft 8 in)  | Georgetown           |
| Haiti                 | Sarodj Bertin          | 24   | 1,73 m (5 ft 8 in)  | Port-au-Prince       |
| Honduras              | Kenia Martinez         | 26   | 1,73 m (5 ft 8 in)  | Tela                 |
| Hungary               | Tímea Babinyecz        | 19   | 1,73 m (5 ft 8 in)  | Szeged               |
| Ấn Độ                 | Ushoshi Sengupta       | 21   | 1,73 m (5 ft 8 in)  | Kolkata              |
| Indonesia             | Qory Sandioriva        | 18   | 1,73 m (5 ft 8 in)  | Aceh                 |
| Ireland               | Rozanna Purcell        | 20   | 1,80 m (5 ft 11 in) | Clonmel              |
| Israel                | Bat-El Jobi            | 21   | 1,73 m (5 ft 8 in)  | Afula                |
| Ý                     | Jessica Cecchini       | 20   | 1,78 m (5 ft 10 in) | Borgosesia           |
| Jamaica               | Yendi Phillipps        | 24   | 1,78 m (5 ft 10 in) | Kingston             |
| Nhật Bản              | Maiko Itai             | 25   | 1,73 m (5 ft 8 in)  | Ōita                 |
| Kazakhstan            | Assel Kuchukova        | 27   | 1,73 m (5 ft 8 in)  | Almaty               |
| Hàn Quốc              | Kim Joo-ri             | 22   | 1,73 m (5 ft 8 in)  | Seoul                |
| Kosovo                | Kështjella Pepshi      | 23   | 1,75 m (5 ft 9 in)  | Junik                |
| Lebanon               | Rahaf Abdallah         | 22   | 1,73 m (5 ft 8 in)  | Khiam                |
| Malaysia              | Nadine Ann Thomas      | 23   | 1,80 m (5 ft 11 in) | Subang Jaya          |
| Mauritius             | Dalysha Doorga         | 22   | 1,73 m (5 ft 8 in)  | Goodlands            |
| Mexico                | Ximena Navarrete       | 22   | 1,75 m (5 ft 9 in)  | Guadalajara          |
| Hà Lan                | Desirée van den Berg   | 23   | 1,73 m (5 ft 8 in)  | Santpoort            |
| New Zealand           | Ria van Dyke           | 21   | 1,73 m (5 ft 8 in)  | Auckland             |
| Nicaragua             | Scharllette Allen      | 18   | 1,78 m (5 ft 10 in) | Bluefields           |
| Nigeria               | Odalonu Ngozi          | 24   | 1,78 m (5 ft 10 in) | Niger                |
| Na Uy                 | Melinda Elvenes        | 23   | 1,73 m (5 ft 8 in)  | Larvik               |
| Panama                | Anyoli Abrego          | 22   | 1,75 m (5 ft 9 in)  | Santiago de Veraguas |
| Paraguay              | Yohana Benitez         | 23   | 1,75 m (5 ft 9 in)  | San Lorenzo          |
| Perú                  | Giuliana Zevallos      | 22   | 1,75 m (5 ft 9 in)  | Loreto               |
| Philippines           | Venus Raj              | 22   | 1,75 m (5 ft 9 in)  | Doha                 |
| Ba Lan                | Maria Nowakowska       | 23   | 1,80 m (5 ft 11 in) | Legnica              |
| Puerto Rico           | Mariana Vicente        | 21   | 1,70 m (5 ft 7 in)  | Rio Grande           |
| Romania               | Oana Paveluc           | 18   | 1,75 m (5 ft 9 in)  | Braşov               |
| Nga                   | Irina Antonenko        | 18   | 1,78 m (5 ft 10 in) | Yekaterinburg        |
| Serbia                | Lidija Kocić           | 22   | 1,73 m (5 ft 8 in)  | Belgrade             |
| Singapore             | Tania Lim              | 22   | 1,73 m (5 ft 8 in)  | Singapore            |
| Slovakia              | Anna Amenová           | 25   | 1,73 m (5 ft 8 in)  | Bratislava           |
| Slovenia              | Marika Savšek          | 23   | 1,75 m (5 ft 9 in)  | Šmartno pri Litiji   |
| Nam Phi               | Nicole Flint           | 21   | 1,68 m (5 ft 6 in)  | Pretoria             |
| Tây Ban Nha           | Adriana Reverón        | 24   | 1,73 m (5 ft 8 in)  | Errenteria           |
| Sri Lanka             | Ishanka Madurasinghe   | 23   | 1,70 m (5 ft 7 in)  | Colombo              |
| Thụy Điển             | Michaela Savic         | 19   | 1,73 m (5 ft 8 in)  | Helsingborg          |
| Thụy Sĩ               | Linda Fäh              | 22   | 1,78 m (5 ft 10 in) | Benken               |
| Tanzania              | Hellen Dausen          | 23   | 1,73 m (5 ft 8 in)  | Arusha               |
| Thái Lan              | Fonthip Watcharatrakul | 20   | 1,70 m (5 ft 7 in)  | Samut Prakan         |
| Trinidad và Tobago    | LaToya Woods           | 25   | 1,78 m (5 ft 10 in) | Couva                |
| Thổ Nhĩ Kỳ            | Gizem Memiç            | 20   | 1,75 m (5 ft 9 in)  | Gaziantep            |
| Ukraine               | Anna Poslavska         | 23   | 1,80 m (5 ft 11 in) | Nova Kakhovka        |
| Uruguay               | Stephany Ortega        | 20   | 1,73 m (5 ft 8 in)  | Montevideo           |
| Hoa Kỳ                | Rima Fakih             | 24   | 1,73 m (5 ft 8 in)  | Dearborn             |
| Quần đảo Virgin (Mỹ)  | Janeisha John          | 22   | 1,75 m (5 ft 9 in)  | St. Croix            |
| Venezuela             | Marelisa Gibson        | 22   | 1,78 m (5 ft 10 in) | Caracas              |
| Zambia                | Alice Musukwa          | 22   | 1,73 m (5 ft 8 in)  | Lusaka               |

## Thông tin về các cuộc thi quốc gia

### Trở lại
- Lần cuối tham gia vào năm 1989:
  -  Haiti
- Lần cuối tham gia vào năm 2002:
  -  Quần đảo Virgin (Anh)
- Lần cuối tham gia vào năm 2004:
  -  Botswana
- Lần cuối tham gia vào năm 2007:
  -  Quần đảo Virgin (Mỹ)
- Lần cuối tham gia vào năm 2008:
  -  Đan Mạch
  -  Kazakhstan
  -  Sri Lanka
  -  Trinidad và Tobago

### Thay thế
- Guatemala – Alejandra Barillas là Hoa hậu Hoàn vũ Guatemala 2010. Không may cô đã bị tai nạn ở chân trái nên không thế tham dự cuộc thi. Á hậu 1 là Jessica Schell sẽ thay thế.[73]
- Romania – Alexandra Cătălina Filip là Hoa hậu Hoàn vũ Romania 2010. Nhưng Á hậu 1 Oana Paveluc sẽ đại diện cho Romania ở cuộc thi. Alexandra Catalina Filip là một vũ công chuyên nghiệp và cô sẽ tham dự một cuộc thi khiêu vũ quốc tế vào tháng 8 này nên cô sẽ không thể tham dự cuộc thi Hoa hậu Hoàn vũ 2010.
- Thổ Nhĩ Kỳ – Tổ chức Hoa hậu Thổ Nhĩ Kỳ quyết định gửi Gizem Memiç, Hoa hậu Thế giới Thổ Nhĩ Kỳ tham dự cuộc thi, vì Serenay Sarikaya, Hoa hậu Hoàn vũ Thổ Nhĩ Kỳ chưa đủ tuổi dự thi Hoa hậu Hoàn vũ.

### Bỏ cuộc
- Bulgaria – Tổ chức Hoa hậu Bulgaria đã không cử đại diện tham dự cuộc thi.[74]
- Quần đảo Cayman – Vào ngày 8 tháng 9 năm 2009, đã có thông báo rằng cuộc thi Hoa hậu Quần đảo Cayman 2009 sẽ không diễn ra do thiếu tài trợ[75].
- Estonia – Valeri Kirss, giám đốc quốc gia Estonia, đang bán cuộc thi Hoa hậu Estonia Eesti.
- Ethiopia – Không cuộc thi nào được tổ chức.
- Iceland – Không cuộc thi nào được tổ chức.
- Montenegro – Người tham gia ban đầu Nikolina Lončar không được phép tham gia vì cô chỉ mới 16 tuổi vào thời điểm đó. Cô tham gia Hoa hậu Hoàn vũ 2011.
- Namibia – Hoa hậu Namibia 2010, Odile Gertze, đã được trao vương miện vào ngày 31 tháng 7 năm 2010. Giám đốc quốc gia Connie Maritz đã quyết định gửi người chiến thắng đến Hoa hậu Thế giới 2010 thay vì Hoa hậu Hoàn vũ.
- Quần đảo Turks và Caicos – Không cuộc thi nào được tổ chức.
- Việt Nam – Không có cuộc thi cấp quốc gia nào được tổ chức. Hoa hậu Người mẫu Việt Nam qua ảnh 2001 Phạm Thị Thanh Hằng được đề cử tham gia cuộc thi nhưng cô đã từ chối và Việt Nam chính thức rút khỏi cuộc thi năm nay.[76]

## Thông tin về một số thí sinh
- Albania: Angela Martini là một người mẫu và hiện đang sinh sống tại New York, Hoa Kỳ.
- Argentina: Yesica di Vincenzo mang một nửa dòng máu Ý. Cô từng đại diện Argentina tham dự cuộc thi Miss Italia nel Mondo 2006 và Yesica đã lọt vào vòng chung kết. Yesica cũng từng đại diện Argentina tại Hoa hậu Quốc tế 2008 nhưng cô không đoạt được thành tích.
- Aruba: Priscilla Lee là em gái của Zizi Lee, Á hậu 1 Và Nữ hoàng sắc đẹp khu vực Caribbean tại cuộc thi Hoa hậu Thế giới 2001.
- Brazil: Débora Lyra đã chiến thắng ở cuộc thi Top Model Of The World 2008.
- Canada: Elena Semikina từng đại diện Canada tại Hoa hậu Quốc tế 2008 nhưng cô không đoạt được giải thưởng nào.
- Costa Rica: Marva Wright là người phụ nữ gốc Phi đầu tiên đăng quang Hoa hậu Costa Rica.
- Cộng hòa Dominica: Eva Arias từng tham dự cuộc thi Hoa hậu Cộng hòa Dominican 2006 nơi cô đoạt ngôi Á hậu 1.
- Anh Quốc: Tara Hoyos-Martinez là phụ nữ gốc Latinh đầu tiên đại diện Anh Quốc tại một kỳ thi Hoa hậu Hoàn vũ.
- Guatemala: Jessica Scheel tham gia cuộc thi Hoa hậu Trái Đất 2007 nhưng không đạt thành tích.
- Haiti: Sarodj Bertin hiện đang là một luật sư thực tập tại Cộng hòa Dominican.
- Jamaica: Yendi Phillipps từng lọt vào Top 16 của cuộc thi Hoa hậu Thế giới 2007.
- Hàn Quốc: Kim Joo-ri lọt vào Top 16 và là Nữ hoàng sắc đẹp khu vực châu Á & châu Đại Dương tại cuộc thi Hoa hậu Thế giới 2009.
- Hà Lan: Desiree van den Berg sau đó tham gia cuộc thi Hoa hậu Trái Đất 2010 và lọt vào Top 14.
- Na Uy: Melinda Elvenes là người phụ nữ gốc Phi đầu tiên chiến thắng Hoa hậu Na Uy.
- Nicaragua: Scharllette Allen là người phụ nữ gốc Phi đầu tiên đăng quang Hoa hậu Nicaragua.
- Panama: Anyoli Abrego Sanjur từng lọt vào Top 30 của cuộc thi Miss Model of the World 2009.
- Peru: Giuliana Zevallos từng tham dự cuộc thi Hoa hậu Trái Đất 2008 nhưng không đoạt được thành tích.
- Philippines: Maria Venus Raj từng bị tước vương miện sau khi sự cố khai nơi sinh không đúng sự thật của cô bị The Binibining Pilipinas Charities, Inc (BPCI) phát hiện. Cô sinh ra ở Doha, Qatar có bố người Ấn Độ và mẹ người Philippines. Tuy nhiên sau đó, BPCI đã thay đổi quyết định của mình và tuyên bố rằng vì "lý do nhân đạo", Raj có thể lấy lại vương miện nếu cô cô có thể sở hữu hộ chiếu Philippines một cách hợp lệ. Raj đã có được quyển hộ chiếu quý giá đó và tiếp tục sứ mệnh Hoa hậu của mình. Cô cũng chính là người chấm dứt 10 năm liên tiếp trắng tay của Philippines tại cuộc thi Hoa hậu Hoàn vũ.
- Tây Ban Nha: Adriana Reverón đoạt ngôi Á hậu 1 cuộc thi Miss Espana 2007 (Hoa hậu Tây Ban Nha). Cô từng tham dự Hoa hậu Trái Đất 2008 ở Philippines và lọt vào Top 8.
- Hoa Kỳ: Rima Fakih là người Mỹ gốc Ả Rập và Hồi giáo đầu tiên đăng quang Hoa hậu Mỹ. Cô cũng là Hoa hậu Mỹ thứ tư không lọt vào Bán kết Hoa hậu Hoàn vũ.
- Quần đảo Virgin (Mỹ): Janeisha John từng đại diện cho Quần đảo Virgin (Mỹ) trong cuộc thi Miss America 2008 nhưng không đoạt được giải thưởng nào.